# 토니 모브레이
앙토니 마크 모브레이 (Anthony Mark Mowbray, 1963년 11월 22일 ~ )는 잉글랜드의 축구 감독이다.